# بلانش سوئیت
بلانش سوئیت (انگلیسی: Blanche Sweet؛ ۱۸ ژوئن ۱۸۹۶ – ۶ سپتامبر ۱۹۸۶) بازیگر اهل ایالات متحده آمریکا بود.
او مابین سال‌های ۱۹۰۹ تا ۱۹۵۹ میلادی، در ۱۶۱ فیلم، بازی کرد.

## گزیدهٔ فیلم‌شناسی
- جان‌فروشی (۱۹۲۳)
- هیچ‌جا خانه خود آدم نمی‌شود (۱۹۱۴)
- برای پسرش (۱۹۱۲)
- در ایتالیای کوچک (۱۹۰۹)
- محتکر گندم (۱۹۰۹)